# Посельское (Липецкая область)
Посельское — деревня в Хлевенском районе Липецкой области России. Входит в состав Фомино-Негачевского сельсовета.

## География
Деревня находится в южной части Липецкой области, в лесостепной зоне, в пределах Среднерусской возвышенности, к югу от реки Неги, на расстоянии примерно 13 километров (по прямой) к юго-западу от села Хлевное, административного центра района. Абсолютная высота — 163 метра над уровнем моря.
Климат
Климат умеренно континентальный с продолжительным тёплым летом и умеренно морозной зимой. Годовое количество осадков — 500—600 мм. Средняя температура самого холодного месяца (января) составляет −10,3°, самого тёплого (июля) — +20,2°.
Часовой пояс
Деревня Посельское, как и вся Липецкая область, находится в часовой зоне МСК (московское время). Смещение применяемого времени относительно UTC составляет +3:00.

## Население
| 2009 | 2010 |
| ---- | ---- |
| 0    | →0   |

## Улицы
Уличная сеть деревни состоит из одной улицы (ул. Посельская).